# True Crime: New York City
True Crime: New York City — комп'ютерна гра в стилі екшн, видана Activision і розроблена Luxoflux для консолей Xbox, PlayStation 2 і Nintendo GameCube. Для комп'ютерів на базі Windows реліз відбувся 24 березня 2006 року. Сиквел ігри 2003 року True Crime: Streets of LA. Станом на травень 2010 року Xbox-версія не сумісна з Xbox 360.

## Сюжет

### Персонажі
- Маркус Рід
- Ісая «Король» Рід
- Віктор Наварро
- Кассандра Хартц
- Габріель Віттінг
- Діна Діксон

## Розробка та реліз
Вперше гра була анонсована 21 липня 2004 року, коли генеральний директор Activision Рон Дорнінк оголосив про плани «продовження True Crime, Call of Duty, Spider-Man, Tony Hawk, Shrek і Quake.» Однак, про гру більше нічого не було чутно протягом майже року; до травня 2005 року, коли Activision виявила, що гра настільки велика, що розробники Luxoflux залучили до роботи над нею співробітників з іншого розробника, що належить Activision, Z-Axis. Гра під попередньою назвою True Crime 2 була неофіційно запланована на третій квартал і мала бути представлена на майбутній виставці E3. Дорнінк заявив: «У третьому кварталі ми плануємо випустити нашу найсильнішу і найрізноманітнішу лінійку ігор за всю історію — зокрема, абсолютно нові ігри для Tony Hawk, Call of Duty, X-Men, True Crime, Quake і Shrek. Кожна з цих франшиз орієнтована на різних споживачів».

## Саундтрек

### Список композицій

#### Оригінальні треки
- Redman — True Crime
- Redman — Show Yo True Crime

#### Ліцензовані треки
- Redman — «Fuck the Security»
- Cam'ron feat. Jay-Z — «Welcome to NYC»
- Run–D.M.C. — «Sucker MC's»
- Kool Moe Dee — «Wild Wild West»
- The Sugarhill Gang — «Rapper's Delight»
- Anthrax/Public Enemy — «Bring the Noise» (Chuck D Mix)
- DMX — «Where The Hood At» (у грі не звучить)
- Busta Rhymes — «Put Your Hands Where My Eyes Could See»
- Agnostic Front — «Police State»
- Bad Brains — «I Against I»
- Боб Ділан — «Knockin' on Heaven's Door»
- Danzig — «Mother»
- Ramones — «Beat on the Brat»
- Interpol — «Slow Hands»
- Wu-Tang Clan — «Protect Ya Neck»
- Jungle Brothers — «Straight Out the Jungle»
- Grandmaster Flash & The Furious Five — «New York, New York»
- Hatebreed — «Another Day, Another Vendetta»
- The Misfits — «Last Caress»
- Blondie — «Hanging on the Telephone»
- Sonic Youth — «Kool Thing»
- Skarhead — «New York Crime»
- Dope — «The Life»
- Kool G Rap і DJ Polo — «Streets of New York»
- Biz Markie — «I'm The Biz»
- Big Daddy Kane — «Ain't No Half Steppin'»
- 24-7 Spyz — «Yeah X 3»
- Suicide — «Ghostrider»
- Iggy & The Stooges — «Search and Destroy»
- New York Dolls — «Subway Train»
- Bloodsimple — «Blood in Blood Out»
- Biohazard — «Shades of Grey»
- Gang Starr — «Full Clip»
- Big Pun — «Twinz (Deep Cover)»
- Vision of Disorder — «Imprint»
- Mandrill — «Echoes in My Mind»
- The Damned — «Neat Neat Neat»
- The Velvet Underground — «I'm Waiting for the Man»
- Helmet — «Unsung»
- The Rapture — «The Killing»
- Black Star — «Definition»
- Nas — «N.Y. State of Mind»
- Slick Rick — «Children's Story»
- Youth Of Today — «Break Down the Walls»
- The Cramps — «Wrong Way Ticket»
- The Casualties — «Sounds from the streets (Death Toll)»
- White Zombie — «Thunder Kiss '65»
- Unsane — «D train»
- A Tribe Called Quest — «Scenario»
- Mark Ronson — «'Bout to Get Ugly»
- X-ecutioners — «Let Me Rock»
- Black Rob — «Woah!»
- Madball — «Pride (Times Are Changing)»
- Richard Hell и The Voidoids — «Blank Generation»
- The Walkmen — «The Rat»
- Kurtis Blow — «The Breaks»
- Black Sheep — «The Choice Is Yours (Revisited)»
- De La Soul — «Thru Ya City»
- Gorilla Biscuits — «New Direction»
- Eric B. & Rakim — «Paid in Full»
- Afrika Bambaataa & Soul Force — «Planet Rock»
- Sam Scarfo — «Homicide Chat»
- Bobby Womack — «Across 110th Street»
- Marley Marl — «The Symphony»
- My Chemical Romance — «I Never Told You What I Do for a Living»
- Mobb Deep — «Shook Ones Pt. II»
- Quicksand — «East 3rd Street»
- Vordul Mega — «Neva Again»
- Black Moon — «Who Got Da Props?»
- Jeru the Damaja — «D. Original»
- 2Pac — «Loyal to the Game» (із Above the Rim)
- Leaders Of The New School — «Case of the P.T.A.»
- LL Cool J — «I Can't Live Without My Radio»
- Sick of It All — «Potential for a Fall»
- The A.K.As — «Shout Out Loud»
- Blue Öyster Cult — «(Don't Fear) The Reaper»
- Digable Planets — «Rebirth of Slick (Cool Like dat)»
- Murphy's Law — «Crucial Bar-B-Q»
- Yeah Yeah Yeahs — «Black Tongue»
- Harleys War — «Criminal (4 Life)»
- The Bravery — «An Honest Mistake»
- Television — «See No Evil»
- We Are Scientists — «Callbacks»
- The Honorary Title — «Bridge and Tunnel»
- Mos Def & Talib Kweli — «Definition»

## Відгуки
True Crime: NYC отримав від критиків змішані огляди. IGN і Team Xbox дали грі 7.8 з 10 і 8.4 з 10 відповідно, в той час як GameSpot — 4.6 з 10. Деякі рецензенти захоплювалися великим Манхеттеном і вдосконаленим геймплейом, що включають інноваційні опції транспортації, що відрізняє цю гру від попередніх ігор. Інші висміювали її сюжет, погані швидкості передачі кадрів і технічні проблеми, що виникли у результаті бажання зробити реліз до сезону Подяки / Різдва. Продажі не виправдали очікувань Activision.
Також в грі немає всіх п'яти частин Нью-Йорка, замість них — 62 км² Манхеттена. Для порівняння: True Crime: Streets of LA охоплює 620 км² Лос-Анджелеса. Вся територія Нью-Йорка займає 785,5 км. Однак хмарочоси і щільність руху пред'явили б високі вимоги до консолей, доступних до часу випуску гри, що очевидно по нестабільному рівню передачі кадрів в готовому продукті.
Були також скарги на збої при паузі гри, що перешкоджало продовженню гри, використовуючи екранні інструкції, хоча це пізніше виправили. До решти погрішностей можна віднести застрявання зброї в режимі точного прицілу, пропажа інтерфейсу користувача, неспрацювання внутрішньоігрових тригерів, дірки в карті, неможливість сісти в авто.
На відміну від консольних версій, ПК-версія, випущена в березні 2006, більш стабільна в плані геймплея, однак страждає всілякими графічними артефактами. Один рецензент GameSpot пише: «Хоча версія для ПК справляється з деякими з найбільш кричущих збоїв, які з'явилися в консольних версіях гри, все ж не можна назвати це кінцевим продуктом.»